# Doris (film)
Pour plus de détails, voir Fiche technique et Distribution.
Doris est un film néerlandais d'Albert Jan van Rees sorti en 2018.

## Synopsis
À 45 ans, Doris, divorcée, mère de deux adolescents et au chômage, est totalement dans l'impasse. Grâce au soutien de son meilleur ami Tim, vedette locale de télévision, elle va peu à peu reprendre confiance en elle. Doris réalise qu'elle est, depuis un certain temps, amoureuse de lui. Sa vie s'en retrouve bouleversée...

## Fiche technique
- Réalisation : Albert Jan van Rees
- Scénario : Roos Ouwehand
- Directeur de la photographie : Joris Kerbosch
- Montage : Sandor Soeteman
- Musique : Helge Slikker
- Costumes : Daphne de Winkel
- Production : John de Mol et Alex Doff
- Genre : Comédie
- Pays :  Pays-Bas
- Durée : 85 minutes (1 h 25)
- Date de sortie :
  - Pays-Bas : 13 septembre 2018 (première), 20 septembre 2018
  - France : 11 décembre 2020 (diffusion TV sur Arte)

## Distribution
- Tjitske Reidinga (VF : Marjorie Frantz) : Doris
- Guy Clemens (VF : Arnaud Bedouët) : Tim
- Hendrikje Nieuwerf (VF : Fanny Bloc) : Sien
- Roos Ouwehand (VF : Danièle Douet) : Sarah
- Astrid van Eck (VF : Hélène Bizot) : Lola
- Tarik Moree (VF : Antoine Ferey) : Willem
- Monique van de Ven (VF : Frédérique Cantrel) : Leonie
- Gijs Scholten van Aschat : Walter
- Bracha van Doesburgh : Lynn
- Jeroen de Man : Gijs

Version française
Studio de doublage :
Direction artistique : Nathalie Régnier
Adaptation :
Source et légende : Fiche de doublage (VF) sur RS Doublage